# Verdelais
Verdelais é uma comuna francesa na região administrativa da Nova Aquitânia, no departamento da Gironda. Estende-se por uma área de 4,75 km². Em 2010 a comuna tinha 1 035 habitantes (densidade: 217,9 hab./km²).